# Earl Anthony Wayne
Earl Anthony Wayne (Sacramento, California, 1950) es un diplomático y político estadounidense que se desempeñó como embajador de su país en Argentina y en Afganistán y que desde el 24 de mayo de 2011 se desempeñó como embajador de Estados Unidos en México, hasta 2015.

## Antecedentes laborales
Wayne fue Secretario de Estado Adjunto para Asuntos Económicos y Empresariales, en el Departamento de Estado, desde 2000 hasta el 2006. Sirvió como Embajador Adjunto en Kabul, Afganistán de mayo de 2010 a junio de 2011.  Como Embajador Adjunto, se desempeñó como Funcionario Jefe de Operaciones supervisando a todas las secciones de la Embajada, agencias y docenas de oficinas de campo en esta inmensa misión en zona de conflicto.  El Embajador Wayne supervisó a otros tres funcionarios con el rango de embajador, ayudando a manejar la relación con el Gobierno de Afganistán, entablando una comunicación estrecha con los jefes de cerca de 130,000 militares de las Fuerzas de Apoyo Internacional de Seguridad y se coordinó de cerca con otros actores internacionales en Afganistán.  De junio de 2009 a mayo de 2010, el embajador Wayne fungió como director coordinador para el Desarrollo y Asuntos Económicos en la Embajada de los Estados Unidos en Kabul.
Luego de desempeñó como embajador en Argentina entre noviembre de 2006 a junio de 2009.  Dirigió los esfuerzos de la embajada hacia el reforzar la cooperación bilateral en rubros como la lucha contra el crimen organizado internacional, incluyendo la trata de personas y el narcotráfico.  El Embajador Wayne también trabajó en temas de cooperación enfocados en apoyar la no proliferación de armas, el mantenimiento de la paz, la protección de los derechos humanos y en incrementar los intercambios educativos, juveniles y científicos con una  reunión con la presidenta Cristina Fernández.
Con una trayectoria como diplomático de carrera desde 1975, el embajador Wayne actualmente encabeza una de las Misiones Diplomáticas más grandes del mundo, integrada por la embajada en la Ciudad de México, 9 consulados y 9 agencias consulares. La Misión en México incluye 29 agencias del Gobierno de los Estados Unidos y más de 2,700 empleados.

## Embajador enMéxico
Después de haber fungido como embajador en Argentina, se desempeñó como embajador en Afganistán, y el 24 de mayo del 2011 fue propuesto como nuevo embajador en México por el presidente Obama, en sustitución de Carlos Pascual, que había sido designado en ese mismo cargo en junio de 2009, confirmado por el Senado en agosto de ese año pero que renunció el 2 de julio del 2015 y regresó al Departamento de Estado.